# Klöva hallar
Klöva hallar är ett naturreservat i norra delen av Söderåsen i Klippans, Svalövs och Åstorps kommuner  i Skåne län.
Området är naturskyddat sedan 2012 och är 281 hektar stort. Det består av Klövadalen, en sprickdal, kring Klövabäcken som är omgiven av lummiga lövskogar. I det syrerika vattnet i Klövabäcken trivs bland annat nattsländelarver, bäcksländelarver, elritsa och öring. 
Skåneleden och Söderåsleden går genom reservatet.